# Coupe d'Europe des vainqueurs de coupe masculine de handball 2004-2005
Navigation
Coupe des Coupes 2003-2004 Coupe des coupes 2005-2006
La Coupe d'Europe des vainqueurs de coupe masculine de handball 2004-2005 est la 30e édition de la compétition.
Organisée par la Fédération européenne de handball (EHF), la compétition est ouverte à 32+8 clubs de handball d'associations membres de l'EHF. Ces clubs sont qualifiés en fonction de leurs résultats dans leur pays d'origine lors de la saison 2003-2004.
Elle est remportée par le club espagnol du CB Ademar León, vainqueur en finale du club croate du RK Zagreb.

## Résultats

### Premier tour
| Équipe 1                  | Score   | Équipe 2               | Aller | Retour |
| ------------------------- | ------- | ---------------------- | ----- | ------ |
| UHC Tulln                 | 54 – 63 | Sporting CP Lisbonne   | 32-33 | 22-30  |
| HSV Hambourg              | 78 – 52 | HC Victory Regia Minsk | 42-21 | 36-31  |
| Collège de Chypre         | 47 – 57 | Çankaya Bel. Ankara    | 29-27 | 18-30  |
| Torggler Group Merano     | 47 – 73 | CB Ademar León         | 28-38 | 19-35  |
| FC Copenhague             | 76 – 47 | HC Olimpus-85 Chișinău | 38-23 | 38-24  |
| Haslum HK                 | 67 – 57 | Maccabi Rishon LeZion  | 31-31 | 36-26  |
| RK Bosna Sarajevo         | 50 – 49 | RK Pelister Bitola     | 29-22 | 21-27  |
| HK Drott Halmstad         | 67 – 40 | HK Tongeren            | 32-21 | 35-19  |
| US Ivry                   | 63 – 44 | Bevo HC Panningen      | 33-26 | 30-18  |
| RK Prevent Slovenj Gradec | 71 – 36 | Dinamo Bakou           | 36-16 | 35-20  |
| Kadetten Schaffhausen     | 82 – 43 | HCM Piatra Neamț       | 44-20 | 38-23  |
| BM Valladolid             | 56 – 50 | KS Kielce              | 33-25 | 23-25  |
| Szabolcs Nyíregyházi      | 58 – 61 | RK Medveščak Zagreb    | 32-27 | 26-34  |
| Chocolate Boys Tallinn    | 48 – 55 | RK Partizan Belgrade   | 22-30 | 26-25  |
| Kaustik Volgograd         | 43 – 50 | GAC Kilkis             | 23-27 | 20-23  |
| Chakhtar Akademia Donetsk | 65 – 48 | HC Bascherage          | 37-26 | 28-22  |

### Seizièmes de finale
| Équipe 1              | Score   | Équipe 2                  | Aller | Retour |
| --------------------- | ------- | ------------------------- | ----- | ------ |
| Sporting CP Lisbonne  | 48 – 53 | HSV Hambourg              | 24-28 | 24-25  |
| Çankaya Bel. Ankara   | 65 – 70 | RK Medveščak Zagreb       | 38-39 | 27-31  |
| RK Bosna Sarajevo     | 61 – 85 | CB Ademar León            | 33-42 | 28-43  |
| US Ivry               | 60 – 53 | Haslum HK                 | 29-25 | 31-28  |
| RK Partizan Belgrade  | 55 – 48 | Chakhtar Akademia Donetsk | 29-29 | 26-19  |
| Kadetten Schaffhausen | 54 – 55 | RK Prevent Slovenj Gradec | 27-31 | 27-24  |
| HK Drott Halmstad     | 63 – 69 | FC Copenhague             | 28-36 | 35-33  |
| GAC Kilkis            | 55 – 70 | BM Valladolid             | 29-30 | 26-40  |

### Huitièmes de finale
Les équipes classées à la 3e place de chacun des 8 groupes de la Ligue des champions sont reversés en huitièmes de finale : RK Vardar Skopje, RK Zagreb, RK Gorenje Velenje, Étoile rouge Belgrade|, HRK Izviđač Ljubuški, Haukar Hafnarfjörður, HC Granitas Kaunas et HC Baník Karviná.
| Équipe 1                  | Score    | Équipe 2             | Aller | Retour |
| ------------------------- | -------- | -------------------- | ----- | ------ |
| RK Gorenje Velenje        | 57 – 56  | US Ivry              | 32-30 | 25-26  |
| HC Baník Karviná          | 58 – 76  | CB Ademar León       | 30-38 | 28-38  |
| BM Valladolid             | 53 – 53* | RK Zagreb            | 31-26 | 22-27  |
| Étoile rouge de Belgrade  | 48 – 62  | HSV Hambourg         | 26-37 | 22-25  |
| RK Medveščak Zagreb       | 59 – 50  | Haukar Hafnarfjörður | 28-27 | 31-23  |
| FC Copenhague             | 51 – 56  | RK Vardar Skopje     | 28-29 | 23-27  |
| RK Partizan Belgrade      | 51 – 40  | HC Granitas Kaunas   | 23-17 | 28-23  |
| RK Prevent Slovenj Gradec | 60 – 64  | HRK Izviđač Ljubuški | 38-34 | 22-30  |

* Le RK Zagreb est déclaré vainqueur selon la règle du nombre de buts marqués à l'extérieur.

### Quarts de finale
| Équipe 1             | Score   | Équipe 2             | Aller | Retour |
| -------------------- | ------- | -------------------- | ----- | ------ |
| RK Vardar Skopje     | 67 – 46 | RK Medveščak Zagreb  | 36-20 | 31-26  |
| RK Gorenje Velenje   | 62 – 64 | HRK Izviđač Ljubuški | 37-31 | 25-33  |
| HSV Hambourg         | 52 – 54 | CB Ademar León       | 25-29 | 27-25  |
| RK Partizan Belgrade | 41 – 42 | RK Zagreb            | 23-20 | 18-22  |

### Demi-finales
| Équipe 1         | Score   | Équipe 2             | Aller | Retour |
| ---------------- | ------- | -------------------- | ----- | ------ |
| CB Ademar León   | 75 – 63 | HRK Izviđač Ljubuški | 37-30 | 38-33  |
| RK Vardar Skopje | 49 – 55 | RK Zagreb            | 23-21 | 26-34  |

### Finale
| Équipe 1       | Score   | Équipe 2  | Aller | Retour |
| -------------- | ------- | --------- | ----- | ------ |
| CB Ademar León | 68 – 50 | RK Zagreb | 37-25 | 31-25  |

## Les champions d'Europe
| Vainqueur de la Coupe d'Europe des vainqueurs de coupe 2004-2005 CB Ademar León 2e titre |

L'effectif du CB Ademar León était :
| - Jorge Martínez - Ole Erevik - Yeray Lamariano Arrières - Kristian Kjelling - Óscar Perales - Viran Morros - Petar Metličić | Demi-centres - Raúl Entrerríos Ailiers - Juanín García - Denis Krivochlikov - Roberto García Parrondo - Marko Curuvija | Pivots - Manuel Colón - Héctor Castresana - Carlos Rodríguez Prendes - Stian Vatne Entraîneur - Manolo Cadenas |